# Segona Bis
Segona Bis, nom abreujat dels Serveis d'Informació de l'Exèrcit de Terra, l'Armada i l'Exèrcit de l'Aire, fou un servei d'informació i contra-informació militar espanyol. Estaven adscrits a les Segones Seccions, o d'Intel·ligència, de les respectives Casernes Generals. Va ser format després de la Guerra Civil espanyola, i es va mantenir actiu fins que va ser remodelat i transformat en els nous serveis d'intel·ligència amb el nom de CESID i aquest alhora deixaria pas al CNI.

## Història

### Els seus orígens
El propòsit d'un servei d'intel·ligència és, essencialment, obtenir informació per contribuir a salvaguardar els interessos de l'Estat, la seva integritat i la seva seguretat territorial. Amb el final de la Guerra Civil Espanyola, la falta de llibertat de crítica i el sistema polític totalitari van constituir un camp de cultiu adequat per a les conspiracions polítiques i aquestes per a les teories de la guerra antisubversiva, que van arrelar no només en els militars, sinó en una bona part de la societat espanyola de l'època. Això justificaria la creació, en la immediata postguerra, de la trucada Segona Bis de l'Estat Major. Les seves funcions van ser controlar i reprimir les restes de republicanisme del país, els moviments subversius, així com la informació política i el control ideològic dels Exèrcits que poguessin considerar-se deslleials o hostils a Francisco Franco.
La Unitat Segona Bis, solia estar composta per homes seleccionats de la Guàrdia Civil, recolzats per suboficials especialitzats en informació i soldats de gran confiança, alguns dels quals anteriorment havien estat professionals de la policia. Generalment anaven vestits de paisà per augmentar la discreció en les seves accions, procurant passar desapercebuts en els àmbits, de vegades hostils, on es movien.
El control exercit per la Segona Bis sobre la informació a la Regió Canària i Africana propera, era molt eficaç, la qual cosa va ser molt important per conèixer i calibrar les tensions dins de l'exèrcit espanyol en els conflictes amb el Marroc.

### Època de la transició
És molt important el paper que els serveis d'informació desenvolupen durant la transició espanyola cap a la democràcia. Els tres serveis d'intel·ligència actius en aquests anys són:
- El Servei Central de Documentació (SECED).
- La Tercera Secció d'Informació de l'Alt Estat Major (SIAEM), de contra-intel·ligència.
- Els serveis d'informació interna de l'exèrcit, coneguts com la Segona Bis.

La Segona Secció Bis dels Estats Majors, va estar dirigida durant la Transició pel Coronel José María Sáenz de Tejada (que posteriorment seria Cap d'Estat Major de l'Exèrcit de Terra). Encara sent el més conservador dels serveis d'intel·ligència, el seu director va ser una de les persones clau per avortar el cop d'estat del 23 de febrer 1981, per la seva actuació quan ocupava la Prefectura de l'Estat Major de la I Regió Militar (Madrid). Una de les seves accions més conegudes va ser la desarticulació de la Unió Militar Democràtica (UMD).
Actualment és el Centre Nacional d'Intel·ligència (CNI) el servei d'intel·ligència d'Espanya, creat per la Llei 11/2002, abans conegut com a Centre Superior d'Informació de la Defensa (CESID).